# Pygopus steelescotti
Pygopus steelescotti är en ödleart som beskrevs av James, Donnellan och Hutchinson, 2001. Pygopus steelescotti ingår i släktet Pygopus och familjen fenfotingar. Inga underarter finns listade i Catalogue of Life.
Arten förekommer i delstaten Northern Territory i Australien. Honor lägger ägg.